# Berta angustimedia
Berta angustimedia är en fjärilsart som beskrevs av Louis Beethoven Prout 1918. Berta angustimedia ingår i släktet Berta och familjen mätare. Inga underarter finns listade i Catalogue of Life.